# 테모투날여우박쥐
테모투날여우박쥐(Pteropus nitendiensis)는 큰박쥐과에 속하는 박쥐의 일종이다. 솔로몬 제도의 토착종이다. 자급자족 농업과 열대성 사이클론과 같은 자연 재해때문에 서식지 파괴로 위협을 받고 있다.